# Årstads landskommun
Årstads landskommun var en tidigare kommun i  Hallands län.

## Administrativ historik
När 1862 års kommunalförordningar började gälla inrättades över hela landet cirka 2 400 landskommuner, de flesta bestående av en socken. Därutöver fanns 89 städer och 8 köpingar, som då blev egna kommuner. Denna kommun bildades då i Årstads socken i Årstads härad i Halland.
Vid kommunreformen 1952 bildade Årstad storkommun genom sammanläggning med de tidigare landskommunerna Abild, Asige, Eftra och Slöinge.
År 1971 gick hela området upp i Falkenbergs kommun.
Kommunkoden 1952-1970 var 1316.

### Kyrklig tillhörighet
I kyrkligt hänseende tillhörde kommunen Årstads församling. Den 1 januari 1952 tillkom församlingarna Abild, Asige, Eftra och Slöinge.

## Geografi
Årstads landskommun omfattade den 1 januari 1952 en areal av 229,30 km², varav 223,25 km² land.

### Tätorter i kommunen 1960
| Tätort  | Folkmängd |
| ------- | --------- |
| Slöinge | 725       |
| Heberg  | 224       |

Tätortsgraden i kommunen var den 1 november 1960 23,5 procent.

## Politik

### Mandatfördelning i valen 1946-1966
| 7 | 10 | 3 |

| 19 |

| 13 | 14 |  | 7 |

| 32 |

| 12 | 13 | 2 | 8 |

| 31 |

| 11 | 15 |  | 8 |

| 32 |

| 13 | 15 |  | 6 |

| 30 | 5 |

| 12 | 16 |  | 6 |

| 30 | 5 |